# 南威廉斯波特 (賓夕法尼亞州)
南威廉斯波特（英語：South Williamsport）是美國賓夕法尼亞州來可明郡的一個行政區，以世界少棒大賽而聞名。依據2020年人口普查，該區人口為6,259人，屬於威廉斯波特大都市統計區之一。